# Pellworm

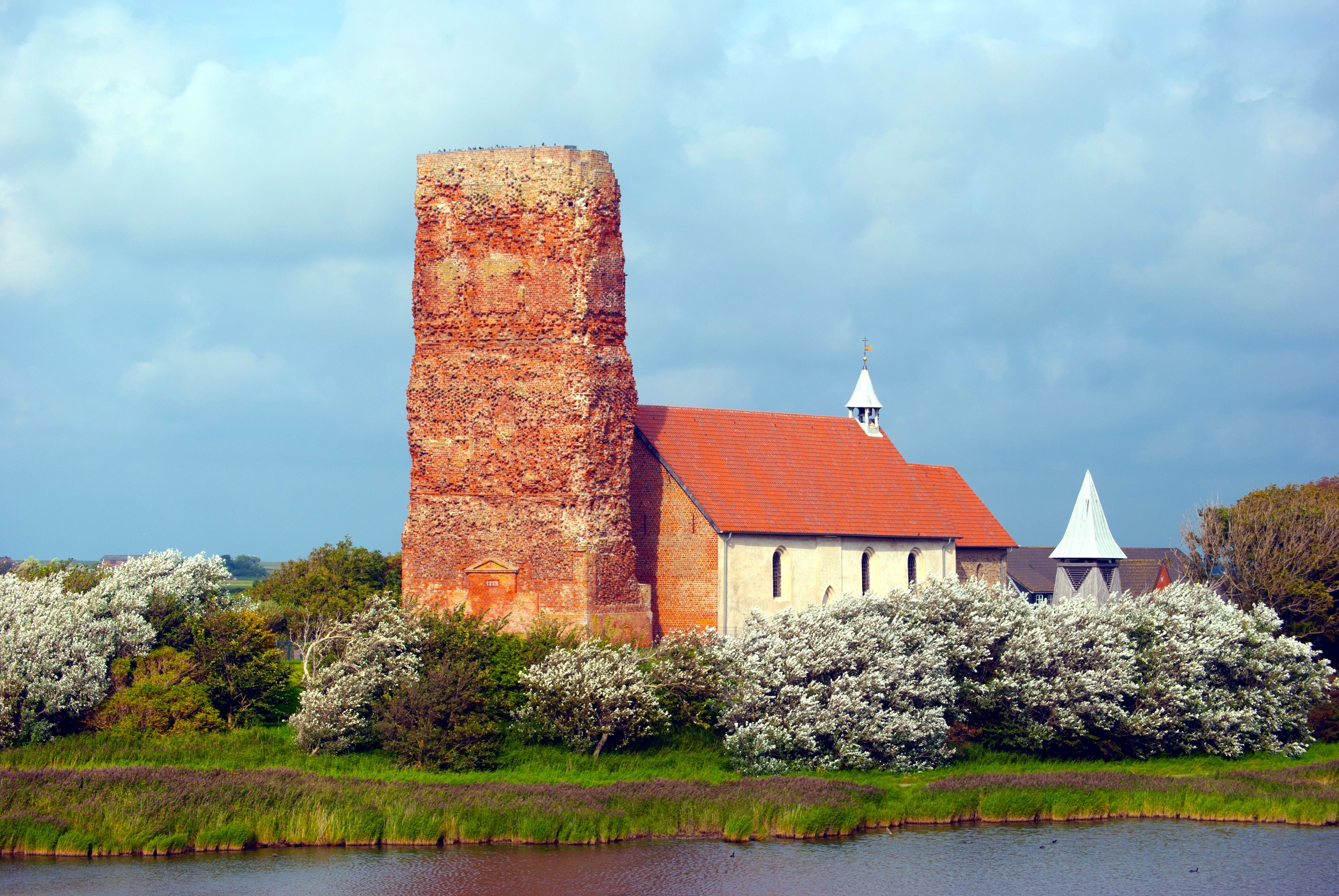
St. Salvators kyrka på Pellworm

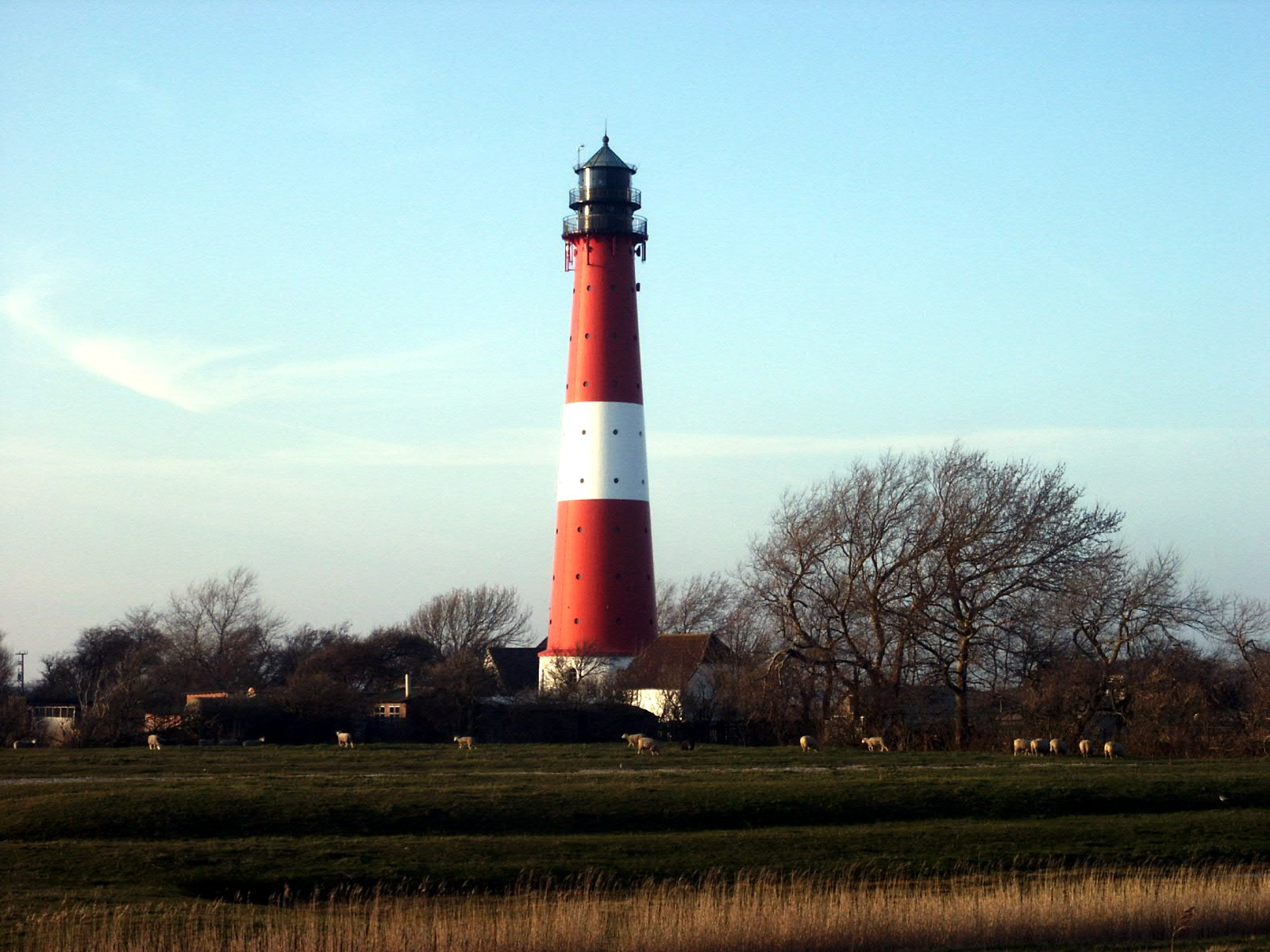
Pellworms fyr

Pellworm (danska: Pelvorm; nordfrisiska: Pälweerm) är en nordfrisisk ö vid Nordsjökusten i det tyska förbundslandet Schleswig-Holstein. Ön ligger i kommunen Pellworm och har en yta av 37 km² med ungefär 1.200 invånare.
Under medeltiden var Pellworm en del av den större ön Strand som slets i bitar i den katastrofala Burchardi-stormfloden 1634. Andra rester av Strand är Nordstrand och några grannöar (se: Halligen).
Pellworm är tillgänglig med färja som avgår från den närliggande halvön Nordstrand (som i sin tur är förbunden med fastlandet). 
Landmärke på ön är ruinen av tornet till St. Salvators kyrka, kallad Gamla kyrkan. Placerad vid tornet finns en minnessten för den omkomna besättningen på den svenska vikingaskepps-replikan Ormen Friske.